# Référendum gallois de 1979 sur la dévolution

Résultats par comté (pourcentage de "oui")

Le référendum gallois de 1979 sur la dévolution est une consultation britannique organisée au pays de Galles le 1er mars 1979, jour de la Saint-David.
Il s’agit d’un scrutin post-législatif dans lequel la question référendaire porte sur la mise en application des provisions du Wales Act 1978. Ce dernier, qui constitue une loi du Parlement, a été établi à partir des recommandations de la commission royale sur la Constitution. Il propose la création d’une institution de gouvernement semi-autonome, l’Assemblée galloise, et promet la dévolution de certains pouvoirs détenus par Westminster vers le pays de Galles.
Avec une participation de près de 59 %, l’électorat gallois rejette massivement le projet de dévolution soumis à approbation avec plus de 79 % des voix en défaveur de la création de l’Assemblée galloise. Conséquemment, la loi de 1978 est abrogée par le Wales Act 1978 (Repeal) Order 1979.